# Zascha Moktan
Zascha Moktan (* 1981 in Neu-Delhi, Indien) ist eine Sängerin, Pianistin und Gitarristin deutsch-nepalesischer Abstammung.

## Biografie
Moktan kam mit sechs Jahren nach Deutschland, ihre Eltern stammen aus Nepal und Deutschland. Sie zog aus Indien über London, wo sie zu ersten musikalischen Auftritten in einem Gospelchor kam, nach Frankfurt am Main, später nach Berlin. Mit acht Jahren begann sie Klavier zu spielen, später trat sie dem Schulchor bei und absolvierte eine klassische Musikausbildung. In Frankfurt am Main gründete sie Mitte der 1990er Jahre zusammen mit einigen Freunden eine Band, die sich anfänglich der Punk- und Rock-Musik verschrieb. Im Jahr 2000 nahm sie an einem Song-Contest teil, bei dem sie den Titel „Beste deutsche Hessische Newcomer Band“ gewann. Während eines weiteren Wettbewerbs wurde sie von Nigel Kennedy entdeckt, der sie einlud an einigen seiner Auftritte teilzunehmen.

„Sie hat eine wunderbare Stimme, außergewöhnliche musische Fähigkeiten und Zascha ist prädestiniert ein Star zu werden!“

Im November 2003 trat Moktan als Supporting Act von Craig David auf dessen Deutschland-Tournee auf. In den USA war sie 2005 mit Alicia Keys und John Legend auf Tour. Dafür unterbrach sie ihre gerade in Hamburg begonnene Friseur-Ausbildung. Wieder in der Heimat zurück unterschrieb sie im Jahr 2006 ihren ersten Plattenvertrag bei der Universal Music Group. Bis dahin wurde ihr vorgehalten, ihre Musik klinge zu amerikanisch für den deutschen Markt. Nach ihrem Erfolg in den USA veröffentlichte Moktan im November 2007 als Debüt ihre Single „Ouch! – Remember Me“ in Deutschland. Bereits im September 2007 wurde Moktan zum „Bayern 3-Newcomer des Monats“ gewählt. Zudem trat sie beim New Pop Festival auf.
Als zweite Single hat sie „Like U Do“ am 14. März 2008 veröffentlicht. Sie präsentierte diesen Song bereits im Januar 2008 in der TV-Show „Mein 2008“ von Sabine Christiansen in der ARD. Ihr Debütalbum „The Bottom Line“ wurde ebenfalls am 14. März 2008 veröffentlicht.
Am 10. Juni 2011 erschien ihr zweites Album „State Of Mind“.
Musikalisch bewegt sie sich in den Genres Soul, Blues, Country und Gospel.

## Diskografie

### Alben
- 2008: The Bottom Line
- 2011: State of Mind

### Singles
- 2007: Ouch!
- 2008: Like U Do
- 2011: Strangers
- 2011: Shame, Shame, Shame (feat. Ce-Lo Green)

## Preise und Auszeichnungen
- 2000: Beste deutsche Hessische Newcomer Band
- 2007: Bayern 3-Newcomer des Monats (September)